# Aedes minutus
Aedes minutus är en tvåvingeart som först beskrevs av Theobald 1901.  Aedes minutus ingår i släktet Aedes och familjen stickmyggor. Inga underarter finns listade i Catalogue of Life.